# Stift Rottenmann

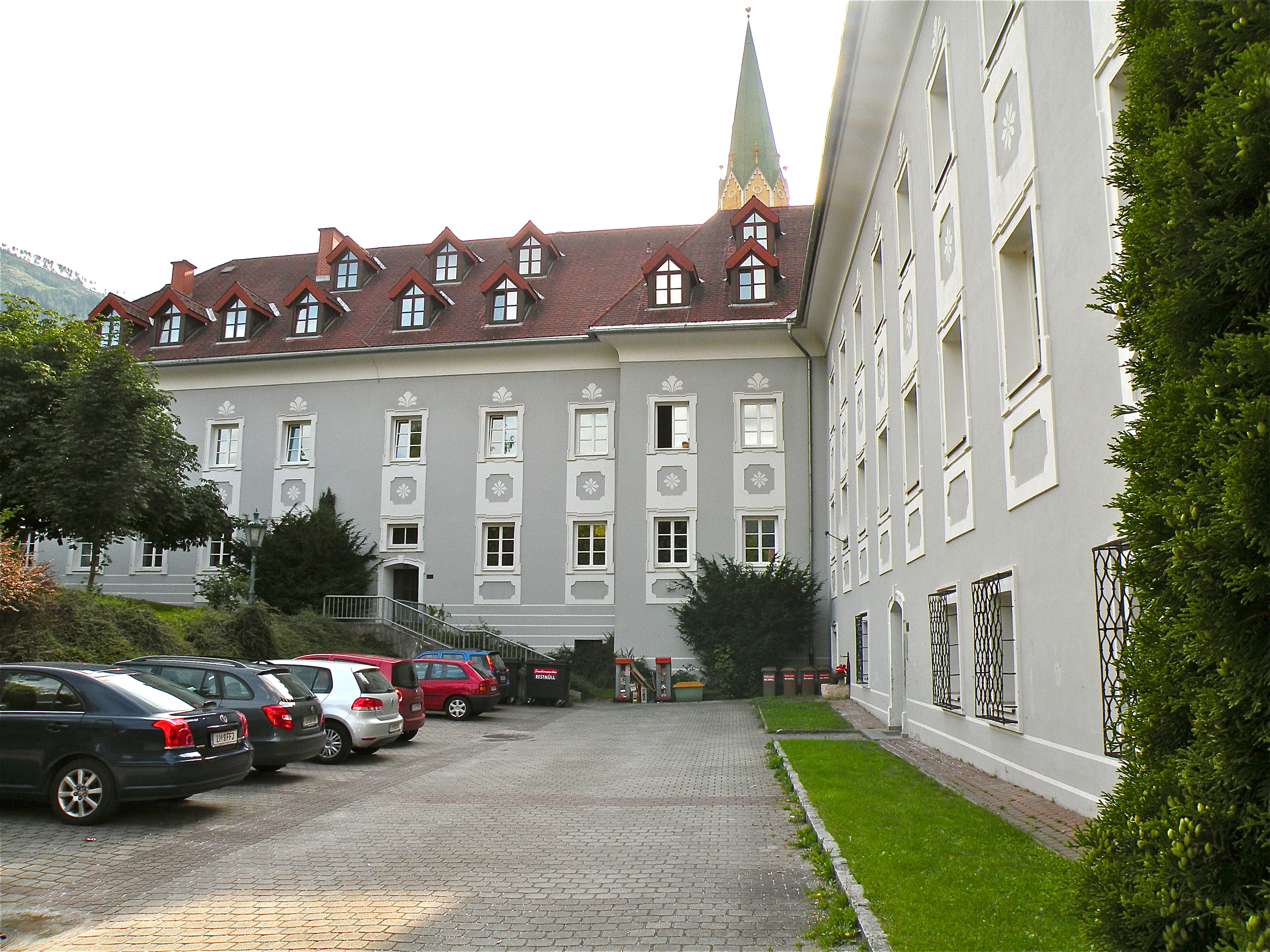
Ehemaliges Stift Rottenmann

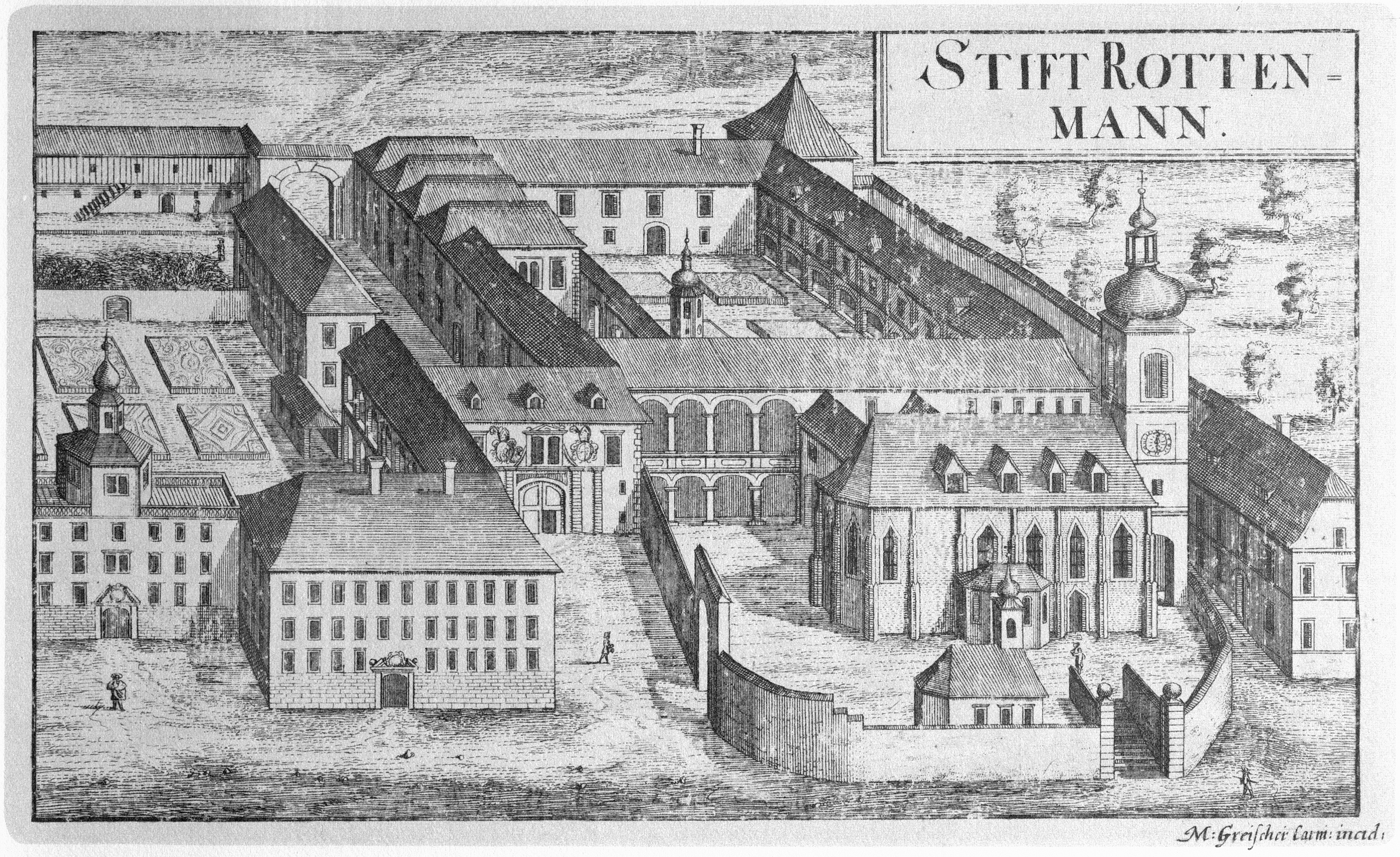
Stift Rottenmann nach Georg Matthäus Vischer (1681)

Das Stift Rottenmann war ein Kloster der Augustiner-Chorherren in der Stadtgemeinde Rottenmann im Bezirk Liezen in der Steiermark. Das Gebäude steht unter Denkmalschutz (Listeneintrag).

## Geschichte
Das Kloster wurde, genehmigt durch Kaiser Friedrich III., 1453 von dem Rottenmanner Bürger Wolfgang Diez gegründet und 1455 mit Augustiner-Chorherren aus St. Dorothea in Wien besetzt. Das Kloster befand sich bei der Spitalskirche außerhalb der Stadtmauer und übersiedelte 1480 zur Stadtpfarrkirche Rottenmann hl. Nikolaus, welche bis zur Aufhebung des Stiftes 1785 Konventkirche des Stiftes war.
Heute dient das Gebäude als Pfarrhof und Wohnhausanlage.

## Architektur
Die vierflügelige Anlage des Klosters wurde wiederholt umgebaut. Der älteste Bauteil ist der Südtrakt mit dem Verbindungsflügel zur Kirche (heute Pfarrhof) aus dem Ende des 15. Jahrhunderts. 1700 war ein Umbau. Es gibt einige Stuckdecken mit Laub- und Bandlwerk aus 1710/1720. Die Torhalle und der Neubau zweier weiterer Flügel der Anlage erfolgte in der zweiten Hälfte des 17. Jahrhunderts und 1750. Das Portal zeigt Trophäen und Embleme.

## Stiftspfarrkirchen
- 1515–1785 Pfarrkirche Lassing hl. Jakobus der Ältere